# 中華民國海軍陸戰隊陸戰六六旅
海軍陸戰隊陸戰六六旅，全名為中華民國海軍陸戰隊陸戰六六旅，別名陸戰先鋒66旅，前身為海軍陸戰隊陸戰第一師、海軍陸戰隊陸戰第六六師，代號「先鋒部隊」，取自陸戰隊隊歌中歌詞「為陸軍作先鋒」。目前為中華民國國軍唯一一支在首都臺北市駐軍的野戰部隊，也是目前國軍駐防在北臺灣地區的海軍陸戰隊。

## 沿革

### 戡亂時期
- 1955年1月：海軍陸戰隊陸戰第二旅奉令與陸軍第四十五師在高雄市左營區併編為海軍陸戰隊陸戰第一師。 [4]
- 1957年3月，移防高雄縣林園鄉。[2]
- 1967年6月，移防澎湖縣。
- 1970年11月，移防高雄縣旗山鎮。
- 1975年，番號改為陸戰隊第三十六師。
- 1976年8月，番號改為陸戰隊第六十六師。
- 1979年8月，執行「漢聲演習」協同陸軍空降特戰獨立第七一旅驗證陸軍步兵第二五七師（澎湖守軍）的防衛能力，移防臺中縣清泉崗。
- 1987年4月，執行「長泰一號演習」與陸軍步兵第二六九師進行師對抗。
- 1988年10月，參加「光武演習」雙十國慶閱兵大典。
- 1989年5月，執行「長泰二號演習」與陸軍步兵第二二六師進行師對抗。
- 1991年8月20日，國防部下令，調派陸軍工兵第五一群工程工兵第五一〇營與海軍陸戰隊陸戰第六六師工兵第三〇三營一個戰鬥工兵連共216員兵力，進行基隆河截彎取直工程。
- 1991年10月，參加「華統演習」雙十國慶閱兵大典。

### 精實時期
- 1998年8月，於精實案時，因為國軍戰略由攻轉守，故改編為海軍陸戰隊陸戰旅。

### 精進時期
- 2005年4月29日，移防桃園縣龜山鄉下湖西營區，由時任陸戰隊司令徐台生中將授旗編成，並更改番號為陸戰第六十六旅。

### 精粹時期
- 2015年11月1日，由陸軍第十軍團指揮部（中部地區）納編相關單位編成統裁部和操演部隊，執行「長青十四號」操演，與陸軍裝甲第五八六旅進行對抗演練。
- 2017年4月，移防一個步兵營（步兵第三營）進駐臺灣臺北市北投區復興崗營區[3]。
- 2025年，國防部核定針對陸戰六六旅進行調整，未來部隊的指揮權將從六軍團轉交到參謀本部。同時仿效美國海軍陸戰隊裁撤戰車營及砲兵營，相關武器裝備移交陸軍，並增設無人機部隊[5]。

## 組織

### 直屬單位
- 旅部連
- 通資作業連
- 反裝甲連
- 工兵連
- 化學兵連
- 衛生連
- 防空飛彈連

### 下屬單位
- 步兵第一營（支援連+步兵連×3）
- 步兵第二營（支援連+步兵連×3）
- 步兵第三營（支援連+步兵連×3）
- 戰車營（營部連+戰車連×3）「改編為無人機營」
- 砲兵營（營部連+砲兵連×3）「改編為火力營」

### 配置單位
- 登陸戰車大隊運輸中隊×2

## 營區
- 復興崗營區
- 下湖東營區
- 下湖西營區
- 大崗營區
- 慧敏營區

## 歷任旅長
- 陸戰旅時期
  - 蔡榮柔少將
  - 許鴻聲少將
  - 夏復華少將（已歿）陸66年班
  - 陳福海少將（陸軍官校65年班）已退伍
- 第六六旅時期（現在）
  - 陳福海少將（陸軍官校65年班，已退伍）
  - 余華慶少將海軍官校68年班
  - 王建發少將

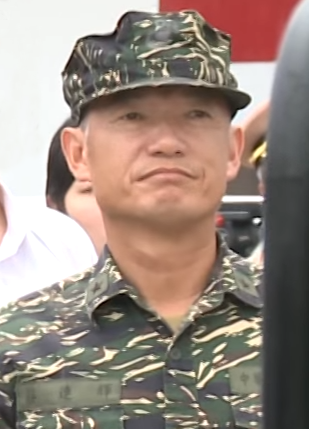
陸戰六六旅前旅長蔡連輝少將（2016年9月12日）

  - 陳子鳳少將 海軍官校70年班；2019年4月15日中將屆齡退伍
  - 廖宏杰少將 海軍官校71年班，已退役
  - 邵志麟 陸軍官校72年班 已退役
  - 黃  愷少將 陸軍官校75年班，已退役
  - 王瑞麟少將 陸軍官校75年班；曾任海軍陸戰隊海軍中將副司令（已退役）
  - 蔡連輝少將 陸軍官校77年班；曾任參謀本部訓練參謀次長室聯合作戰訓練處少將處長、海軍司令部副參謀長（主管陸戰隊業務）（已退役）
  - 樊傳聲少將 陸軍官校79年班 （現任海軍陸戰隊中將指揮官）
  - 劉爾榮少將 陸軍官校79年班，已退役
  - 戴建有少將 陸軍官校81年班 （現海軍教準部副指揮官）
  - 魏孝智少將 陸軍官校81年班（現海軍陸戰隊指揮部參謀長）

## 榮譽
- 1986年~1989，海軍陸戰隊陸戰第六六師防空砲兵連連續4年度獲得國軍莒光連隊殊榮，時任連長王建發、蔡永志上尉。
- 2007年，海軍陸戰隊陸戰第六六旅步兵第一營第三連連長郁志正上尉榮獲當年度國軍莒光連隊，時任營長徐德銘中校。
- 2015年，海軍陸戰隊陸戰第六六旅步兵第一營第三連榮獲當年度國軍模範連隊，時任營長姜志華中校，時任連長沈應孝上尉。
- 2017年，海軍陸戰隊陸戰第六六旅步兵第一營第三連連長童偉松上尉當選當年度國軍楷模，並於澄清湖球場擔任開球投手。
- 2019年，海軍陸戰隊陸戰第六六旅步兵第二營第四連連長陳武彥上尉當選當年度國軍楷模。

## 外部連結
海軍陸戰隊資訊網(官網) （页面存档备份，存于）